# 天降奇兵
《天降奇兵》（又記作）是一部美國2003年超級英雄電影，導演為史蒂芬·諾瑞頓，電影改編自艾倫·摩爾與凱文·歐尼爾的同名漫畫。由史恩·康納萊、納瑟魯丁·薩、皮塔·威爾遜、托尼·庫倫、史都華·唐森、夏恩·威斯特、傑森·佛萊明和理查·勞斯伯格主演。
本片為著名的跨界作品。故事設定於19世紀後期，各種維多利亞時代虛構文學人物成為了團結行動的超級英雄。角色皆取自於朱爾·凡爾納、赫伯特·喬治·威爾斯、伯蘭·史杜克、阿瑟·柯南·道爾、亨利·萊特·哈葛德、伊恩·佛萊明、赫爾曼·梅爾維爾、奧斯卡·王爾德、羅伯特·路易斯·史蒂文森、愛倫·坡、卡斯頓·勒胡和馬克·吐溫的作品。
由二十世紀福斯定於2003年7月11日在美國上映。電影在全球獲得1.792億美元的票房，租金收入4864萬美元和在2003年的DVD銷售為3640萬美元。本片本能發展成一系列電影，但後來仍無推出續集。《天降奇兵》為史恩·康納萊在退休之前最後一部擔任主演的電影。

## 劇情
1899年，欧洲各国遭遇一股神秘武装分子袭击，并破坏重要科技研发或掳走科研人员，因而陷入猜疑，大战一触即发。大英帝国政府派人到肯尼亚殖民地招募传奇猎人亚伦·夸特曼，夸特曼由于丧子后选择在此地退休，拒绝了请求，但神秘武装分子突袭，夸特曼的好友意外被袭身亡，夸特曼意识到事态严重性而决定复出。
回到伦敦后，夸特曼见到名为“M”的领导者，他称一个称为“魅影”的神秘武装组织正计划偷袭在威尼斯密会的欧洲各国领导人来触发世界大战，他征集了一个称为“非凡绅士联盟”（The League of Extraordinary Gentlemen）的团队来阻止这个阴谋，成员包括了尼莫船長、吸血鬼米娜·哈克、隱形人羅尼·斯金納。之后众人去招募米娜的前男友——不死人道林·格雷，期间“魅影”偷袭，联盟众人和意外介入的美國秘密情報局特別探員湯姆·索亞将“魅影”击退并得到格雷的加入后，联盟众人又到巴黎招募了化身博士亨利·杰奇。成员招募完成后，众人乘坐尼莫船長的鹦鹉螺号潜艇前往威尼斯，期间尼莫船長发现有人偷拍他的资料，并且亨利的变形药有失窃，道林怀疑到失踪的斯金納是内奸。
潜艇到达威尼斯后，“魅影”还是启动了炸弹，炸毁了威尼斯的城市地基，导致城市开始下陷，索耶使用尼莫的汽车来阻止城市的破坏，而夸特曼则与“幻影”对峙，并揭发了“幻影”的身份就是“M”，而叛徒就是道林，道林谋杀了尼莫的大副并偷走了鹦鹉螺号的探索艇逃走，并利用隐藏的陷阱炸弹试图炸沉追赶的鹦鹉螺号潜艇。联盟众人合力保住了潜艇，并且得知斯金納偷偷搭上道林的探索艇，将“M”的秘密基地位置传回来，于是联盟众人在修复潜艇后，继续前往在蒙古北部的“M”的秘密基地。
到达“M”的秘密基地并与斯金納汇合后，众人决定：斯金納隐身进入M的工厂，布置炸药来炸毁工厂；尼莫船长和变成爱德华·海德的亨利攻入工厂救出被俘虏的科学家及家属；米娜与道林相遇，在对决中米娜破除了道林的咒术，将道林杀死；夸特曼和索耶与“M”面对面对决，并确认他就是詹姆斯·莫里亚蒂，利用与夏洛克·福尔摩斯在堕下瀑布事件中幸存并暗中改变身份，莫里亚蒂劫持了索耶，导致夸特曼射击莫里亚蒂时失手并被莫里亚蒂刺杀逃脱，夸特曼指导索耶狙杀了莫里亚蒂，随后伤重身亡。
在摧毁“M”的阴谋后，按照夸特曼的遗愿，联盟众人将夸特曼送回肯尼亚安葬，提到由于夸特曼曾经拯救了一个非洲巫医的村庄，而得到承诺非洲不会让他死去。之后联盟完成任务解散，众人离去，索耶将夸特曼的步枪放在坟墓上后离开。众人离开后，巫医出现并进行了一场超自然仪式，在一阵不自然的风暴间，一道闪电打落在夸特曼的步枪上。

## 演員
- 史恩·康納萊 飾 亞倫·夸特曼（Allan Quatermain，《所羅門王的寶藏》）
- 納瑟魯丁·薩 飾 尼莫船長（Captain Nemo，《海底兩萬里》）
- 皮塔·威爾遜 飾 威廉米娜·「米娜」·梅利（Wilhelmina "Mina" Murray，《德古拉》）
- 托尼·庫倫 飾 羅尼·斯金納（Rodney Skinner，《隱形人》）
- 史都華·唐森 飾 道林·格雷（Dorian Gray，《道林·格雷的画像》）
- 夏恩·威斯特 飾 湯姆·索亞（Tom Sawyer，《湯姆歷險記》）
- 傑森·佛萊明 飾 亨利·傑奇博士 / 愛德華·海德先生（Dr. Henry Jekyll / Edward Hyde，《化身博士》）
- 理查·勞斯伯格 飾 詹姆斯·莫里亞蒂教授 / 魅影 / M（Professor James Moriarty / Fantom / M，《福爾摩斯》、《歌劇魅影》）
- 麥斯·萊恩 飾 但丁（Dante）
- 湯姆·古德曼-希爾 飾 桑德森·李德（Sanderson Reed）
- 泰瑞·歐尼爾 飾 以實瑪利大副（Ishmael，《白鯨記》）

## 發行

### 評價
《天降奇兵》獲得多為負面的評價。《帝國雜誌》從五顆星中給了電影兩顆星，主要批評電影的敘事能力和缺乏深度。爛番茄基於177位專業影評人新鮮度僅17％。Metacritic根據36條評論分數只有30（滿分100），負評居多。

### 票房
電影首週票房2307萬5892美元排於《神鬼奇航：鬼盜船魔咒》之後登亞軍。加拿大和美國的票房約6646萬5204美元，英國為1260萬3037美元、西班牙為1203萬3033美元。全球總計1億7926萬5204美元。

## 榮譽
- 提名-美國科幻、奇幻和恐怖學院未來之星獎：尚恩·衛斯特（2003年，2004年）
- 提名-視覺效果協會獎：喬治·馬克里、麥克·哈迪森、派屈克·墨菲和丹·特雷齊斯
- 提名-土星獎最佳奇幻電影
- 提名-土星獎最佳女配角：皮塔·威爾遜
- 提名-土星獎最佳服裝設計：潔奎琳·威斯特

## 重啟
2015年5月26日，《The Tracking Board》報導，二十世紀福斯與戴維斯娛樂已同意將電影重啟和發展成一系列的世界觀。報導指出，福斯目前正在尋找導演來執導。

## 外部連結
- 互联网电影数据库（IMDb）上《The League of Extraordinary Gentlemen》的资料（英文）
- AllMovie上《The League of Extraordinary Gentlemen》的资料（英文）
- Box Office Mojo上《The League of Extraordinary Gentlemen》的資料（英文）
- 爛番茄上《The League of Extraordinary Gentlemen》的資料（英文）
- Metacritic上《The League of Extraordinary Gentlemen》的資料（英文）
- Article at FilmForce about the film（页面存档备份，存于）
- . （原始内容存档于2000-12-14）.
- Stax's review at IGN of a revised version of the script（页面存档备份，存于）
- Internet Movie Firearms Database: Description of firearms used in The League of Extraordinary Gentlemen（页面存档备份，存于）
- Zone Troopers: Website about the different Allan Quatermain and King Solomon's Mine films